# Carabodes hispanicus
Carabodes hispanicus är en kvalsterart som beskrevs av Pérez-Íñigo 1966. Carabodes hispanicus ingår i släktet Carabodes och familjen Carabodidae. Inga underarter finns listade.